# Белова, Дарья
Дарья Белова (родилась 20 августа 1982 в Ленинграде) — кинорежиссёр, сценарист. Награждена призом «Открытие» «Недели критики», проходящей в рамках Каннского кинофестиваля в 2013.

## Биография
Родилась 20 августа 1982 года в Ленинграде. Мать — художник Людмила Белова.
Окончила филологический факультет Петербургского университета.
Работала журналистом. Работала корреспондентом на Пятом канале, заместителем главного редактора журнала «Загород». Писала для журналов «Большой город», «Афиши», «Афиши-Мир», «Сноб».
Снимала видеоарт и кино, участвовала в выставке Непокоренных.
В 2008 поступила в Немецкую кино- и телеакадемию (dffb) в Берлине. Во время учёбы сняла две короткометражные ленты: Ballet story и «Иди и играй».
Её фильм «Иди и играй» попал в конкурс Каннского фестиваля в 2013. Фильм представлял Германию, больше в конкурсе кинофестиваля немецких фильмов не было. Фильм был показан в программе «Неделя критики» и получил приз «Открытие». По словам режиссёра, её проигнорировал Российский павильон на фестивале. Это вызвало взаимные обвинения в интернете.

## Общественная позиция
В марте 2014 г. подписала письмо «Мы с Вами!» КиноСоюза в поддержку Украины.

## Фильмография
- Ballet story[6]
- 2013 «Иди и играй» (Komm und Spiel), короткометражный

## Награды
- 2013 Приз «Открытие» «Недели критики»[9] на Каннском кинофестивале — фильм «Иди и играй»[1]
- 2013 Приз на кинофестивале в Анкаре — фильм Ballet story[6]